# 高等教育
高等教育（法語：études supérieures），又称专上教育是一个教育层级的概念，广义上是指一切建立在中等教育基础上的专业教育。这个层级涵盖了学园、大学、學院、神学院、理工学院、技術學院以及其他颁授学位或专业证书的学院级机构（例如專科學校）。

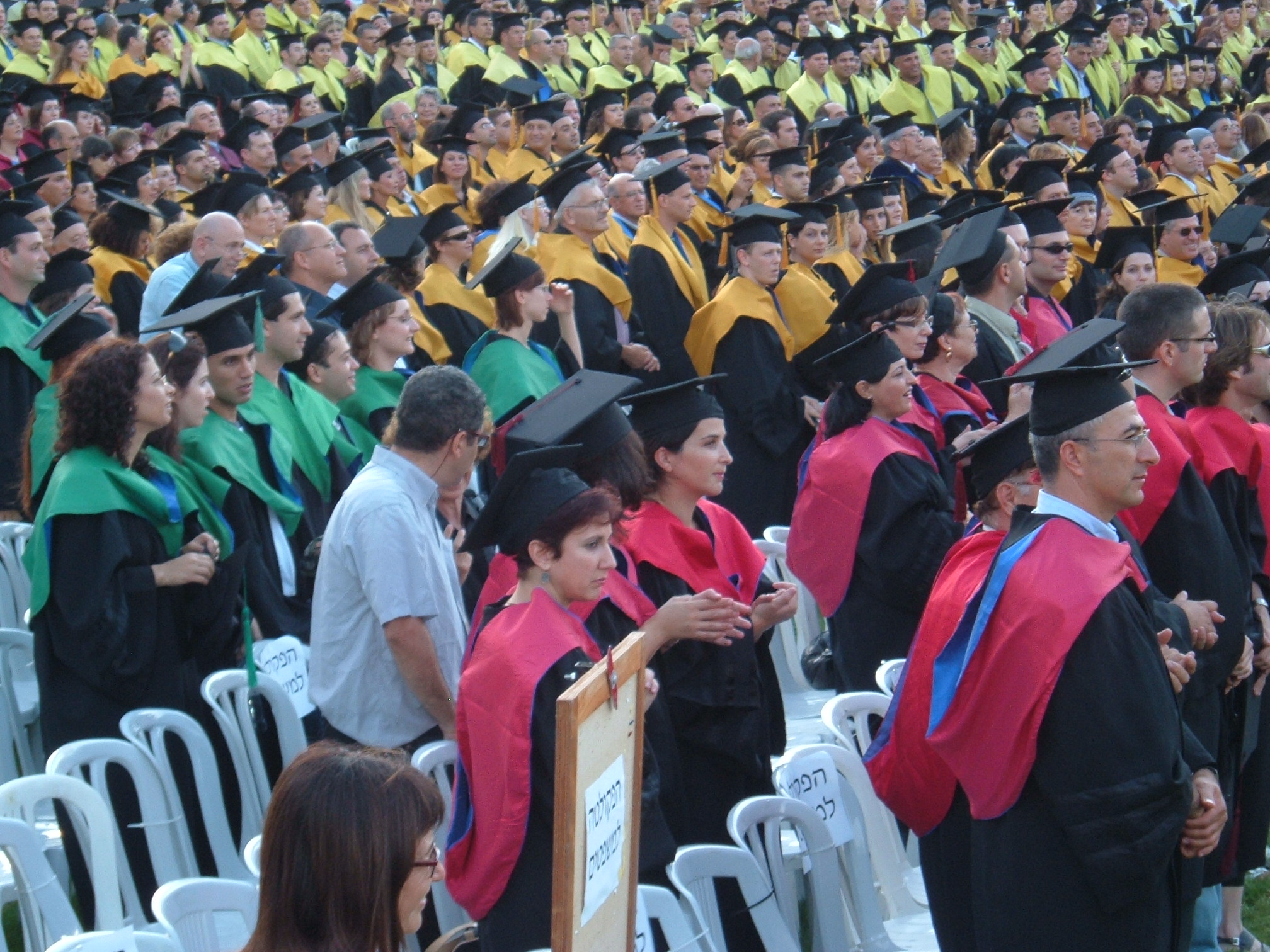
海法大學碩士畢業典禮

根据1950年起草的欧洲人权公约第一号议定书第二条，所有签约的欧洲委员会成员国均有义务保障民众的受教育权。
而在国际层面上，于1966年签订的联合国经济、社会及文化权利国际公约第三部分第十三条进一步申明了人民接受高等教育的权利。
|                                    | （英文） Higher education shall be made equally accessible to all, on the basis of capacity, by every appropriate means, and in particular by the progressive introduction of free education. （中文） 高等教育應根據能力，以一切適當方法，特別應逐漸採行免費教育制度，使人人有平等接受機會。 |
| ——《经济、社会、文化权利国际公约》 | |

高等教育哲學：主張認識論的人認為，人們探究知識源於好奇，只有越來越精確的知識才能得到滿足。而主張政治論的人認為，人們除了探究知識的好奇外，還會為國家作出貢獻。社會上有很多複雜的事情，只有透過研究和需要深奧的知識才能解決社會上的問題。

## 形式與类型
高等教育是大学、文理学院、理工学院和师范学院等机构所提供的各种类型的教育，包括专科教育、本科教育和研究生教育，其基本入学条件为完成中等教育，学完课程后授予学位、文凭或证书，作为完成高等学业的证明。
高等教育形式多样，有全日制的和业余的，面授的和非面授的，学校形式的和非学校形式等层次和形式。
高等教育所授予的学位、文凭和证书：
- 专科文凭
- 本科文凭、学士学位
- 硕士学位
- 博士学位

高等教育作为一种教育方式，是人生存方式的一个阶段，从时间上说，是人生存过程中的终生学习选择阶段，从空间上说，高等教育是人进入完全社会生活的最后一个准备场所。
高等教育还是高深文化知识传播创新的社会组织机构；在传播高深文化的同时，高等教育还复制或者再制了社会的价值、行为模式和道德规范。

## 中国大陆
中国大陆的高等教育分为普通高等教育、高等教育自學考試、开放大学、成人高等教育、網路教育等等。

## 臺灣
臺灣的高等教育學制包含一般高等教育、高等技職教育等兩大類。一般高等教育包含大學及獨立學院，高等技職教育則包含科技大學、技術學院及專科學校。